# Luverne (Alabama)
Pour les articles homonymes, voir Luverne.
Luverne est une ville du comté de Crenshaw, et le siège de ce comté, située dans l'État d'Alabama, aux États-Unis d'Amérique. Au recensement de 2000, sa population était de 2 635 habitants.

## Démographie
| 1890 | 1900 | 1910  | 1920  | 1930  | 1940  | 1950  | 1960  |
| ---- | ---- | ----- | ----- | ----- | ----- | ----- | ----- |
| 451  | 731  | 1 384 | 1 464 | 1 874 | 2 243 | 2 221 | 2 238 |

| 1970  | 1980  | 1990  | 2000  | 2010  | - | - | - |
| ----- | ----- | ----- | ----- | ----- | - | - | - |
| 2 440 | 2 639 | 2 555 | 2 635 | 2 800 | - | - | - |

## Source
- (en) Cet article est partiellement ou en totalité issu de l’article de Wikipédia en anglais intitulé « Luverne, Alabama » (voir la liste des auteurs).